# Seleen-82
Seleen-82 of 82Se is een radioactieve isotoop van seleen, een niet-metaal. De abundantie op Aarde bedraagt 8,73%.
Seleen-82 ontstaat onder meer bij het radioactief verval van arseen-82.

## Radioactief verval
Seleen-82 vervalt door dubbel β−-verval tot de stabiele isotoop krypton-82:
{\displaystyle {\ce {{^{82}_{34}Se}->{^{82}_{35}Br}+{e^{-}}+{\bar {\nu }}_{e}}}}
{\displaystyle {\ce {{^{82}_{35}Br}->{^{82}_{36}Kr}+{e^{-}}+{\bar {\nu }}_{e}}}}
De halveringstijd bedraagt ongeveer 97 triljoen jaar. De facto zou dit nuclide dus als stabiel beschouwd kunnen worden, omdat de halfwaardetijd miljarden malen groter is dan de leeftijd van het universum.
64Se · 65Se · 66Se · 67Se · 68Se · 69Se · 69m1Se · 69m2Se · 70Se · 71Se · 71m1Se · 71m2Se · 72Se · 73Se · 73mSe · 74Se · 75Se · 76Se · 77Se · 77mSe · 78Se · 79Se · 79mSe · 80Se · 81Se · 81mSe · 82Se · 83Se · 83mSe · 84Se · 85Se · 86Se · 87Se · 88Se · 89Se · 90Se · 91Se · 92Se · 93Se · 94Se · 95Se